# Diócesis de Quixadá
La diócesis de Quixadá (en latín: Dioecesis Quixadensis y en portugués: Diocese de Quixadá) es una circunscripción eclesiástica de la Iglesia católica en Brasil. Se trata de una diócesis latina, sufragánea de la arquidiócesis de Fortaleza, que es sede vacante desde el 15 de diciembre de 2021.

## Territorio y organización

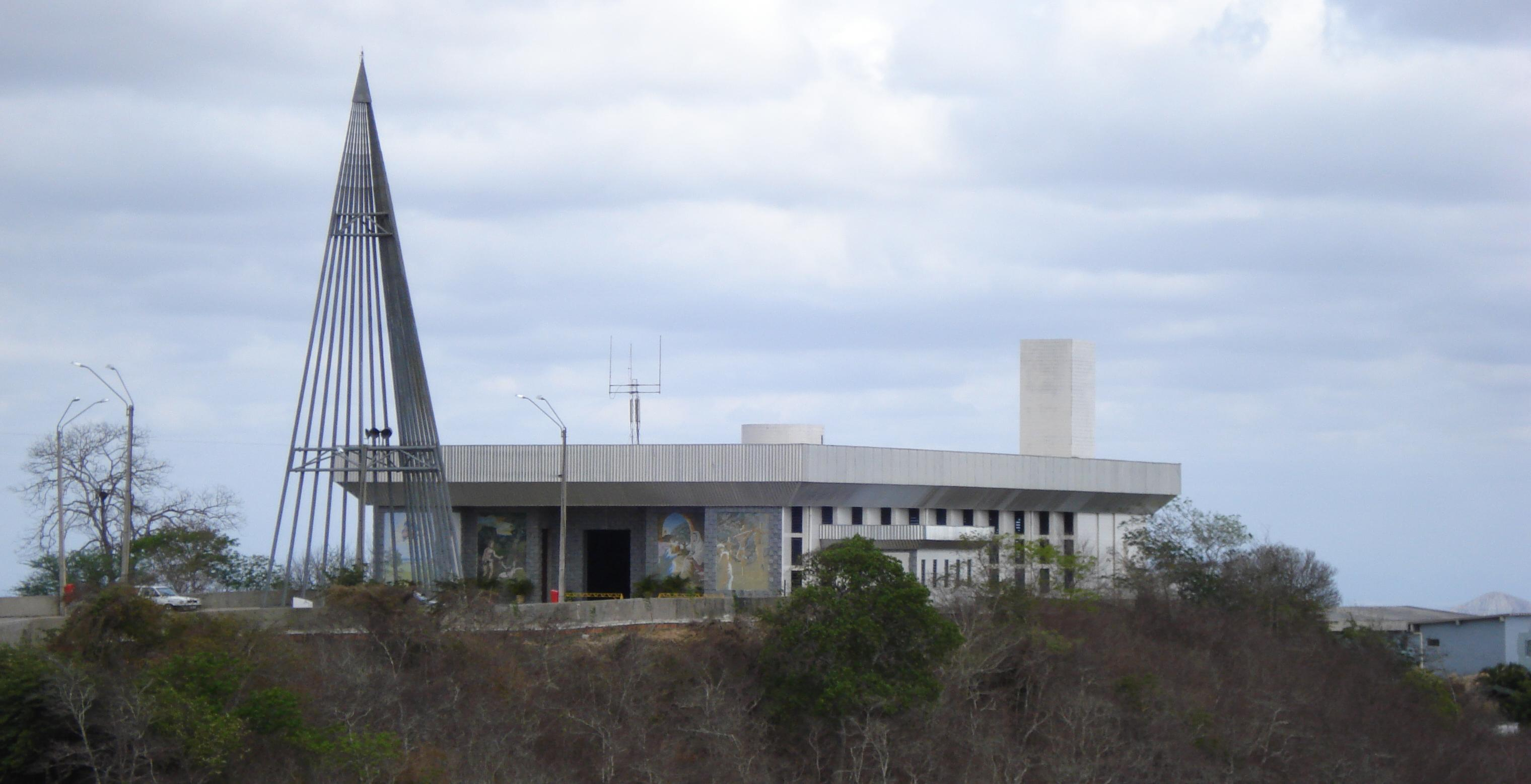
Santuario de Nuestra Señora Inmaculada Reina del Sertón

La diócesis tiene 13 874 km² y extiende su jurisdicción sobre los fieles católicos de rito latino residentes en 10 municipios del estado de Ceará: Quixadá, Quixeramobim, Itatira, Boa Viagem, Madalena, Choró, Itapiúna, Capistrano, Ibaretama y Banabuiú.
La sede de la diócesis se encuentra en la ciudad de Quixadá, en donde se halla la Catedral de Jesús, María y José.
En 2020 en la diócesis existían 20 parroquias agrupadas en 4 foranías.

## Historia
La diócesis fue erigida el 13 de marzo de 1971 con la bula Qui summopere del papa Pablo VI, obteniendo el territorio de la arquidiócesis de Fortaleza.

## Estadísticas
De acuerdo al Anuario Pontificio 2021 la diócesis tenía a fines de 2020 un total de 309 800 fieles bautizados.
| Año                                                                             | Población            | Población | Población      | Sacerdotes | Sacerdotes    | Sacerdotes    | Bautizados por sacerdote | Diáconos permanentes | Religiosos | Religiosos | Parroquias |
| Año                                                                             | Bautizados católicos | Total     | % de católicos | Total      | Clero secular | Clero regular | Bautizados por sacerdote | Diáconos permanentes | Varones    | Mujeres    | Parroquias |
| ------------------------------------------------------------------------------- | -------------------- | --------- | -------------- | ---------- | ------------- | ------------- | ------------------------ | -------------------- | ---------- | ---------- | ---------- |
| 1976                                                                            | 247 268              | 258 552   | 95.6           | 12         | 6             | 6             | 20 605                   |                      | 6          | 48         | 7          |
| 1980                                                                            | 302 000              | 319 000   | 94.7           | 10         | 5             | 5             | 30 200                   |                      | 6          | 55         | 8          |
| 1990                                                                            | 299 000              | 315 000   | 94.9           | 15         | 10            | 5             | 19 933                   |                      | 6          | 55         | 12         |
| 1999                                                                            | 340 000              | 355 000   | 95.8           | 18         | 9             | 9             | 18 888                   |                      | 13         | 41         | 12         |
| 2000                                                                            | 345 000              | 360 000   | 95.8           | 25         | 16            | 9             | 13 800                   |                      | 12         | 41         | 12         |
| 2001                                                                            | 258 178              | 281 289   | 91.8           | 23         | 14            | 9             | 11 225                   |                      | 16         | 41         | 13         |
| 2002                                                                            | 213 136              | 282 441   | 75.5           | 24         | 17            | 7             | 8880                     |                      | 13         | 69         | 13         |
| 2003                                                                            | 200 968              | 282 441   | 71.2           | 29         | 22            | 7             | 6929                     |                      | 12         | 64         | 19         |
| 2004                                                                            | 254 419              | 282 724   | 90.0           | 30         | 23            | 7             | 8480                     |                      | 12         | 70         | 14         |
| 2010                                                                            | 281 000              | 313 000   | 89.8           | 42         | 37            | 5             | 6690                     |                      | 16         | 54         | 19         |
| 2014                                                                            | 294 000              | 328 700   | 89.4           | 39         | 36            | 3             | 7538                     |                      | 13         | 48         | 20         |
| 2017                                                                            | 303 320              | 339 972   | 89.2           | 44         | 38            | 6             | 6893                     |                      | 18         | 53         | 20         |
| 2020                                                                            | 309 800              | 347 809   | 89.1           | 49         | 39            | 10            | 6322                     |                      | 14         | 37         | 20         |
| Fuente: Catholic-Hierarchy, que a su vez toma los datos del Anuario Pontificio. |                      |           |                |            |               |               |                          |                      |            |            |            |

## Episcopologio
- Joaquim Rufino do Rêgo † (21 de abril de 1971-25 de marzo de 1986 nombrado obispo de Parnaíba)
- Adelio Giuseppe Tomasin, P.S.D.P. (16 de marzo de 1988-3 de enero de 2007 retirado)
- Angelo Pignoli (3 de enero de 2007-15 de diciembre de 2021 retirado)
  - Sede vacante, desde 2021